# Lista de prefeitos de Barra do Ouro
Esta é a lista de prefeitos e vice-prefeitos do município de Barra do Ouro, estado brasileiro do Tocantins.
| Nº | Nome                                                                     | Imagem                         | Partido                                          | Vice-prefeito                                             | Período do governo (duração do governo)                   | Observações                                                                         |
| -- | ------------------------------------------------------------------------ | ------------------------------ | ------------------------------------------------ | --------------------------------------------------------- | --------------------------------------------------------- | ----------------------------------------------------------------------------------- |
| —  | Mauro Carlesse                                                           |                                | Partido Trabalhista Brasileiro PTB               | —                                                         | 26 de abril de 1996 até 31 de dezembro de 1996 (249 dias) | Prefeito nomeado responsável por fazer a transição até a primeira eleição municipal |
| 1  | Nermízio Machado de Miranda (Goiatins, 02.12.1943–)                      |                                | Partido Progressista Brasileiro PPB              | Adalberto Camargo Jr. (PPB)                               | 1º de janeiro de 1997 até 31 de dezembro de 2000 (4 anos) | Prefeito e vice eleitos em sufrágio universal                                       |
| 2  | Eustáquio Antônio de Oliveira Filho, Istaquim (Goiatins, 28.10.1964–)    |                                | Partido do Movimento Democrático Brasileiro PMDB | José Francisco Corrêa (PPS)                               | 1º de janeiro de 2001 até 31 de dezembro de 2004 (4 anos) | Prefeito e vice eleitos em sufrágio universal                                       |
| 2  | Eustáquio Antônio de Oliveira Filho, Istaquim (Goiatins, 28.10.1964–)    | Partido Liberal PL             | Dalcy Andrade Machado (PP)                       | 1º de janeiro de 2005 até 31 de dezembro de 2008 (4 anos) | Prefeito reeleito e vice eleito em sufrágio universal     |                                                                                     |
| 3  | Gilmar Ribeiro Cavalcante (Natividade, 02.11.1963–)                      |                                | Partido do Movimento Democrático Brasileiro PMDB | André Francelino de Moura (PT)                            | 1º de janeiro de 2009 até 31 de dezembro de 2012 (4 anos) | Prefeito e vice eleitos em sufrágio universal                                       |
| 3  | Gilmar Ribeiro Cavalcante (Natividade, 02.11.1963–)                      | Jiuvan Bezerra de Sousa (PMDB) | Partido do Movimento Democrático Brasileiro PMDB | 1º de janeiro de 2013 até 31 de dezembro de 2016 (4 anos) | Prefeito reeleito e vice eleito em sufrágio universal     |                                                                                     |
| 4  | Raimunda Virgilene Sousa de Oliveira, Lena (Eugênio Barros, 27.06.1967–) |                                | Partido do Movimento Democrático Brasileiro PMDB | Tadeu Eugênio Campagnaro (PMDB)                           | 1º de janeiro de 2017 até 31 de dezembro de 2020 (4 anos) | Prefeita e vice eleitos em sufrágio universal                                       |
| 5  | Nélida Miranda Cavalcante (Goiânia, 02.04.1978–)                         |                                | Partido Verde PV                                 | Ivan Amorim Teixeira (PV)                                 | 1° de janeiro de 2021 até 31 de dezembro de 2024          | Prefeita e vice eleitos em sufrágio universal                                       |
| 5  | Nélida Miranda Cavalcante (Goiânia, 02.04.1978–)                         | Republicanos REP               | Ivan Amorim Teixeira (PP)                        | 1° de janeiro de 2025 até Atualidade                      | Prefeita e vice reeleitos em sufrágio universal           |                                                                                     |